# Sărbători în cătușe
Sărbători în cătușe (titlu original: Holiday in Handcuffs) este un film de Crăciun american din 2007 regizat de Ron Underwood. În rolurile principale joacă actorii Melissa Joan Hart, Mario Lopez,  Markie Post, Timothy Bottoms, June Lockhart, Kyle Howard și Vanessa Lee Evigan.

## Distribuție
- Melissa Joan Hart ca Gertrude "Trudie" Marie Chandler
- Mario Lopez ca David Martin/Nick
- Markie Post ca Mrs. Chandler
- Timothy Bottoms ca Mr. Chandler
- June Lockhart ca Bunica Dolores
- Kyle Howard ca Jake Chandler
- Vanessa Lee Evigan ca Katie Chandler
- Gabrielle Miller ca Jessica
- Layla Alizada ca Lucy
- Marty Hanenberg ca Mr. Portnoy
- Ben Ayres ca Nick
- Travis Milne ca Ryan (Jake's boyfriend)